# Friedrich Kohlrausch (physicien)
Pour les articles homonymes, voir Kohlrausch.
Friedrich Wilhelm Georg Kohlrausch (14 octobre 1840 – 17 janvier 1910) est un physicien allemand qui étudia la conductivité des électrolytes et contribua à la compréhension de leur comportement. Ses recherches portèrent également sur l'élasticité, la thermoélectricité, la conduction thermique ainsi que sur la mesure précise des champs magnétique et électrique.
On considère aujourd'hui Friedrich Kohlrausch comme l'une des figures les plus importantes de la physique expérimentale. Ses premiers travaux permirent d'associer les systèmes de Gauss et de Weber afin d'unifier les unités de mesure électrique et magnétique.

## Biographie

### Formation
Fils de Rudolf Kohlrausch, Friedrich Wilhelm Georg Kohlrausch est né le 14 octobre 1840 à Rinteln en électorat de Hesse. Après des études de physique à Erlangen et Göttingen, il obtint son doctorat à Göttingen.

### Enseignement
Après deux années passées comme assistant à Francfort, Kohlrausch fut nommé professeur à l'université de Göttingen (1866-1870). En 1870, il obtint un poste de professeur à l'ETH Zurich en Suisse. L'année suivante, il fut nommé à l'université de Darmstadt. En 1875 il répondit aux sollicitations de l'université de Würzburg dans le Sud de l'Allemagne. Il y conduisit ses expériences sur la détermination de la quantité d'électricité et la conductivité des électrolytes. À partir de 1888 il poursuivit ses recherches et son enseignement à l'université de Strasbourg. Enfin, il prodigua son enseignement à l'université Humboldt de Berlin à partir de 1894 ; il y obtint le titre de professeur en 1900. Il fut élu membre de l'Académie royale des sciences de Suède en 1902.

## Travaux et recherches
Kohlrausch est une figure centrale dans l'histoire de l'électro-chimie pour plusieurs raisons. Tout d'abord, les méthodes expérimentales qu'il élabora à Göttinger, Zurich et Darmstadt prirent un caractère canonique ; les premiers partisans de la théorie des ions, Arrhenius, Ostwald et van ’t Hoff travaillèrent tous à partir des matériels et des protocoles mis au point par Kohlrausch. De plus, Kohlrausch s'attacha à éprouver expérimentalement la théorie des ions et fournit aux promoteurs de cette théorie une multitude de résultats expérimentaux qui en confirmaient les principes et les conséquences.

### Conductivité des électrolytes en solution
En 1874, Kohlrausch démontra qu'un électrolyte possède un coefficient de résistance électrique défini et constant. En déterminant la variation de la conductivité en fonction de la dilution, il put déterminer la vitesse de transfert des ions en solution. Afin d'obtenir des résultats de haute précision, il utilisa des courants alternatifs qui prévenaient les dépôts d'électrolytes. Ces résultats aboutirent à la formulation de la loi de Kohlrausch.
De 1875 à 1879, il étudia de nombreuses solutions de sels, d'acides et d'autres corps. Ces études conduisirent à la loi d'indépendance de migrations des ions : chaque type d'ion a une résistance électrique spécifique, quel que soit le type de molécule dont il est issu ; ainsi la résistance électrique d'une substance dépend seulement des ions libres dont elle est composée. Kohlrausch montra que, dans le cas des électrolytes faibles (incomplètement dissociés), plus la solution est diluée, plus grande est sa conductivité molaire du fait de l'accroissement de la dissociation ionique.

### Instruments et techniques de mesure
En 1895, Kohlrausch succéda à Hermann von Helmholtz comme président de la « Fondation Impériale de Physique et de Technique » (Physikalisch-Technische Reichsanstalt-PTR), fonction qu'il assura jusqu'en 1905.
Comme par le passé, ses activités y furent centrées sur les aspects instrumentaux et expérimentaux de la physique ; il conçut de nouveaux instruments et établit de nouvelles méthodes d'analyse des électrolytes en solution. Il organisa le travail de la fondation - tâche qui n'avait pas été achevée par son prédécesseur : il institua un règlement, des séances et horaires de travail pour l'Institut. Sous sa direction, le PTR élabora de nombreuses normes de mesure et de calibration qui furent largement adoptées hors d'Allemagne.
Kolrausch était attentif à obtenir les meilleures conditions de travail de ses laboratoires et à écarter toutes les influences perturbatrices. Ainsi, pendant six ans, il batailla contre l'ouverture d'un nouvel axe automobile près du PTR. L'Institut mit au point un magnétomètre à torsion insensible aux perturbations externes et l'utilisation du galvanomètre blindé inventé par Du Bois et Rubens permit de poursuivre des mesures électriques et magnétiques de haute précision.
Kohlrausch mit également au point des méthodes de mesure répondant aux besoins des industries chimique et électrique. Il améliora les méthodes de mesure dans pratiquement tous les domaines de la science de son époque, tels que la mesure de la réflexivité, le galvanomètre tangentiel, divers types de galvanomètres et de dynamomètres. Le pont de Kohlrausch destiné à mesurer la conductivité est encore utilisé de nos jours.
À l'instar de Helmoltz et Siemens, Kohlrausch entrevit que la connaissance fondamentale des phénomènes, leurs lois et leur mesure constituaient un préalable au développement des techniques et de l'industrie. Il promut un système cohérent des phénomènes électriques et contribua à leur adoption internationale.
En 1905, Friedrich Kohlrausch prit sa retraite de Président du PTR. Il mourut à Marburg, le 17 janvier 1910, à l'âge de 70 ans.

## Publications
À Göttingen, Kohlrausch résuma son savoir-faire dans un ouvrage Leitfaden der praktischen Physik (Guide de physique pratique), publié en 1870, qui constituait le premier ouvrage du genre en Allemagne. Aujourd'hui, le manuel Praktische Physik (« Physique pratique »), qui en est un condensé, demeure en Allemagne d'un usage courant chez les physiciens et les techniciens, car il comporte une description détaillée des protocoles de mesure, des instruments et des constantes fondamentales dans de nombreux domaines de la physique.